# 마두동
마두동(馬頭洞)은 경기도 고양시 일산동구에 있는 행정동 및 법정동이다.

## 지명
마두동의 순우리말은 ‘말머리’이다. 지금도 이곳에서 오래 살고 있는 주민들은 이 마을을 ‘말머리’라 부르고 있다. 마두라는 이름은 정발산과 깊은 연관이 있다. 즉 정발산은 전체적으로 말의 모습을 하고 있다는 것이다. 이 중에서 현재 일산동구청이 있고 마두동이 있는 일대가 말의 머리에 해당한다는 것이다. 그리고 이 말은 머리를 길게 내밀어 한강의 물을 마시는 모습을 하고 있다고 한다.

## 개요
아파트 단지가 많다. 백마역 부근의 아파트 단지를 ‘백마마을’로, 정발산 부근의 단지를 ‘정발마을’로 부르고 있다. 이 백마는 1940년대에 기차역과 초등학교를 만들면서 백석리의 '백'자와 마두리의 '마'자를 따서 만들어진 이름이다. 현재 그 이름이 그대로 쓰여 백마학교, 백마역이 사용되고 있다. 마두 1동의 단독주택, 저층의 주상복합건물이 있는 정발마을은 정발산에서 가져온 이름이다. 이 마두1동의 동쪽으로는 경의선을 사이에 두고 풍산동과 경계를 하고 있으며 서로는 마두2동과 남으로는 백석동과 그리고 북으로는 풍산동, 일산4동과 경계를 이루고 있다. 일산 신도시 지역의 주산인 정발산의 동북쪽과 동쪽 기슭에 자리한 마두1동은 시를 대표하는 아름다운 단독 주택지가 있기도 하며 백마로 너머로는 고층의 아파트가 있어 인구가 밀집되어 있기도 하다. 일산로, 백마역 주변에 상가가 들어서 있으며 교육기관도 주변에 있어 여러 가지 면에서 편리한 여건을 가지고 있다. 주민들은 정발산을 공원으로 잘 이용하여 운동하는 시민을 자주 볼 수 있고 국내 최대 규모의 국립암센터, 마두 도서관, 등도 마두1동에 속해 있다. 정발산에 올라 마두1동 지역을 내려다보면 앞으로는 낮은 단독 주택이 그리고 점차 산에서 멀어지면서 고층의 아파트가 세워져 있는 모습이다.

## 아파트
| 단지명         | 건설사              | 시행사              | 주소                | 입주        | 비고 |
| -------------- | ------------------- | ------------------- | ------------------- | ----------- | ---- |
| 백마마을 5단지 | ㈜한성 쌍용건설     | ㈜한성 쌍용건설     | 일산동구 경의로 333 | 1994년 11월 |      |
| 백마마을 3단지 | 금호건설 ㈜한양     | 금호건설 ㈜한양     | 일산동구 일산로 206 | 1995년 4월  |      |
| 백마마을 4단지 | ㈜청구 ㈜한양       | ㈜청구 ㈜한양       | 일산동구 강촌로 191 | 1994년 7월  |      |
| 백마마을 6단지 | 벽산개발㈜          | 벽산개발㈜          | 일산동구 일산로 242 | 1994년 8월  |      |
| 강촌마을 1단지 | 동아건설산업        | 동아건설산업        | 일산동구 강송로 196 | 1993년 5월  |      |
| 강촌마을 2단지 | 한신공영            | 한신공영            | 일산동구 강송로 156 | 1993년 3월  |      |
| 강촌마을 7단지 | 선경건설 코오롱건설 | 선경건설 코오롱건설 | 일산동구 강석로 152 | 1993년 6월  |      |

## 교육
- 정발초등학교
- 낙민초등학교
- 백마중학교
- 백석고등학교
- 정발고등학교

## 교통
- 수도권 전철 경의중앙선, 수도권 전철 서해선 백마역
- 수도권 전철 3호선 마두역
- 수도권 전철 3호선 정발산역